# Народне ополчення (станція метро)
55°45′36″ пн. ш. 37°28′15″ сх. д. / 55.76000° пн. ш. 37.47083° сх. д.
«Народне ополчення» (рос. Народное ополчения) — проміжна станція Великої кільцевої лінії Московського метрополітену. Розташована у районі Хорошово-Мньовники (ПЗАО) на місці колишнього села Карамишево. Названа за однойменною набережною. Відкрита 1 квітня 2021 року у складі дільниці «Хорошовська» — «Мньовники»

## Конструкція
Колонна трипрогінна станція мілкого закладення (глибина закладення — 25 м) з однією прямою острівною платформою.

## Колійний розвиток
Станція з колійним розвитком — 6-стрілочні оборотні тупики з боку станції «Мньовники», з яких можлива видача рухомого складу в обидва напрямки. В оборотних тупиках розташовано пункт технічного огляду.

## Оздоблення
Провідна роль в концепції оздоблення відведена комбінації матеріалів і освітлення. Основним матеріалом є бетон: пофарбований і фактурний у вигляді лицьового моноліту і панелей, а також конструктивний чорновий бетон з додатковою обробкою. Спільність матеріалу в різних фактурах разом з використанням світла допомагає досягти ефекту єдиного, наповненого повітрям простору і дає широкі можливості для локального зонування підкреслення дрібниць. Головними об'ємними елементами концепції є два прямокутні «контр-об'єкти», що вільно стоять в атріумі та перекриті опорами — по одному в кожному вестибюлі. Вони грають роль просторової домінанти у вестибюлях і є ключовими об'єктами платформної зони, візуально з'єднуючи ці простори. У першому вестибюлі всередині об'єкта формується центральний суспільний простір комплексу, у другому з'являється додатковий верхній атріум.
Під одним навісом об'єднані сходи і ліфтовий блок. У нішах бічних стін є лавочки, а продовжена до ліфту плита покрівлі формує комфортну зону очікування. Павільйони виконані у монолітному бетоні. Внутрішні поверхні облицьовані панелями з червоного бетону, формуючи на контрасті з лаконічним зовнішнім виглядом емоційно теплий інтер'єрний простір.
Переходи ведуть до широкого залу, де зроблені бічні ніші-кишені із зоною відпочинку, вендингом, банкоматами і пунктами інформації.
Зона вестибюля умовно розділена на два підпростори: касову вхідну зону і зону виходу зі станції (до турнікетів). Зони, віддалені від основного транзиту пасажирів та підсвічуються приладами з нейтральним і холодним світлом, зони з постійною присутністю пасажирів (касова зона, зона турнікетів) освітлені приладами з теплим колірним спектром. Головний елемент вестибюля — прямокутний контр-об'єкт із зібраних в єдину структуру несучих опор, що вільно стоять в атріумі вестибюля. Окремо стоять колони облицьовані чорним металом, стіни атріуму і стеля є обробленим конструктивним бетоном, підлога вкрита шліфованим гранітом.
Стиль платформи підкреслюють контрастні несучі опори. Платформна зона по своїй довжині розділена на функціональні ділянки. Центральна частина, де відбувається найактивніший рух пасажирів, підсвічена і насичена навігацією. У спокійніших торцевих ділянках влаштовані невеликі зони відпочинку у підсвічених нішах з лавками. Уздовж короба по його краю розташовані світильники, виділена підсвічуванням смуга безпеки біля краю платформи.
Крім базової навігації московського метрополітену в концепції передбачена додаткова суперграфіка в бетонних панелях. Кожному павільйону присвоєно номер. У точках прийняття рішення вказується напрямок. Обслуговування пасажирів також зазначено за допомогою піктограм.

## Пересадки
- Автобуси: м35, 155, 345, 597, 800, т21, т65, т86